# جيرالد ديفيس (رسام)
جيرالد ديفيس (بالإنجليزية: Gerald Davis)‏ هو رسام أمريكي، ولد في 1974.